# Nieul-le-Virouil
Nieul-le-Virouil település Franciaországban, Charente-Maritime megyében. Lakosainak száma 577 fő (2022. január 1.). Nieul-le-Virouil Allas-Bocage, Consac, Guitinières, Mirambeau, Saint-Dizant-du-Bois, Saint-Hilaire-du-Bois, Saint-Sigismond-de-Clermont és Saint-Simon-de-Bordes községekkel határos.

## Népesség
A település népességének változása:
| Lakosok száma | 660  | 530  | 547  | 557  | 587  | 577  | 578  | 585  | 588  | 577  |
|               | 1968 | 1982 | 1990 | 2006 | 2013 | 2015 | 2017 | 2019 | 2020 | 2022 |